# Mark Cullen
Mark Cullen (Ashington, 21 aprile 1992) è un calciatore inglese, attaccante del Bamber Bridge.

## Carriera
Debutta in Premier League il 24 aprile 2010 in Hull City-Sunderland 0-1. Successivamente prende parte il 3 maggio 2010 a Wigan Athletic-Hull City 2-2, in cui va in rete, e ad Hull City-Liverpool 0-0 del 9 maggio 2010.
La stagione successiva entra stabilmente nella rosa dei titolari ed il 24 agosto 2010 segna la sua seconda rete in una competizione ufficiale, la Football League Cup, nella sconfitta esterna per 2 a 1 contro il Brentford Football Club.

## Palmarès

### Club

#### Competizioni nazionali
- Conference Premier: 1

Luton Town: 2013-2014
- National League North: 1

Fylde: 2022-2023